# M. K. Asante
Molefi Kete Asante Jr., conegut com a MK Asante, (Harare, Zimbabwe, 3 de novembre del 1982) és un escriptor, director de cinema i professor universitari afroamericà estatunidenc.

## Biografia
Asante va estudiar cinema i literatura a l'Escola d'Estudis Orientals i Africans de la Universitat de Londres. També va estudiar estudis africans i guió. Actualment és professor d'escriptura creativa i cinema a la Universitat Morgan State.
Ha estat descrit pel diari The Philadelphia Inquirer com un "rar, talent remarcable que ens recorda els grans artistes de la Harlem Renaissance". Fou descrit a la CNN com un "mestre narrador d'històries amb una gran força creativa." Ha rebut numbrosos premis i reconeixements entre els que figuren els Premis Langston Hughes i la Creu de la Ciutat de Dallas, Texas.

## Llibres
Asante ha publicat tres llibres. El seu llibre més recent, It's Bigger Than Hip Hop (2008) és un llibre de no-ficció que utilitza la cultura del hip hop com un vehicle per explorar la societat de les generacions hip hop i post hip hop. Els seus altres llibres són col·leccions de poesia: Beautiful. And Ugly Too (2005) i Like Water Running Off My Back (2002). El 2012 s'editarà el quart llibre d'Asante, Buck, per part de l'editorial Random House.

## Pel·lícules
Asante ha escrit, dirigit i produït tres documentals que han guanyat premis.
- 500 Years Later (2005), que va guanyar premis a molts festivals de cinema internacionals, per exemple el Premi Trencant les Cadenes de la UNESCO.
- The Black Candle (2008). Assante va dirigir i produir el film escrit guionitzat per Maya Angelou que va guanyar el premi de Millor documental sobre Àfrica al Festival de Cinema Documental.
- Motherland (2010). Guanyador del premi al millor documental al Festival de Cinema Panafricà i a al Festival Internacional de Cinema de Zanzíbar.

## Premis
- 2011 Best Documentary (Motherland) - Zanzibar International Film Festival
- 2010 Board of Director's Best Documentary (Motherland) - Pan African Film Festival
- 2009 The Key to the City of Dallas, TX
- 2009 Langston Hughes Award from the Langston Hughes Society
- 2008 Best Documentary (The Black Candle) - Africa World Documentary Film Festival
- 2007 Breaking the Chains Award (500 Years Later) - United Nations' UNESCO
- 2006 Best Documentary (500 Years Later) - Bridgetown Film Festival
- 2006 Best Int'l Documentary (500 Years Later) - Harlem Int'l Film Festival